# 聖文森特聖母教堂

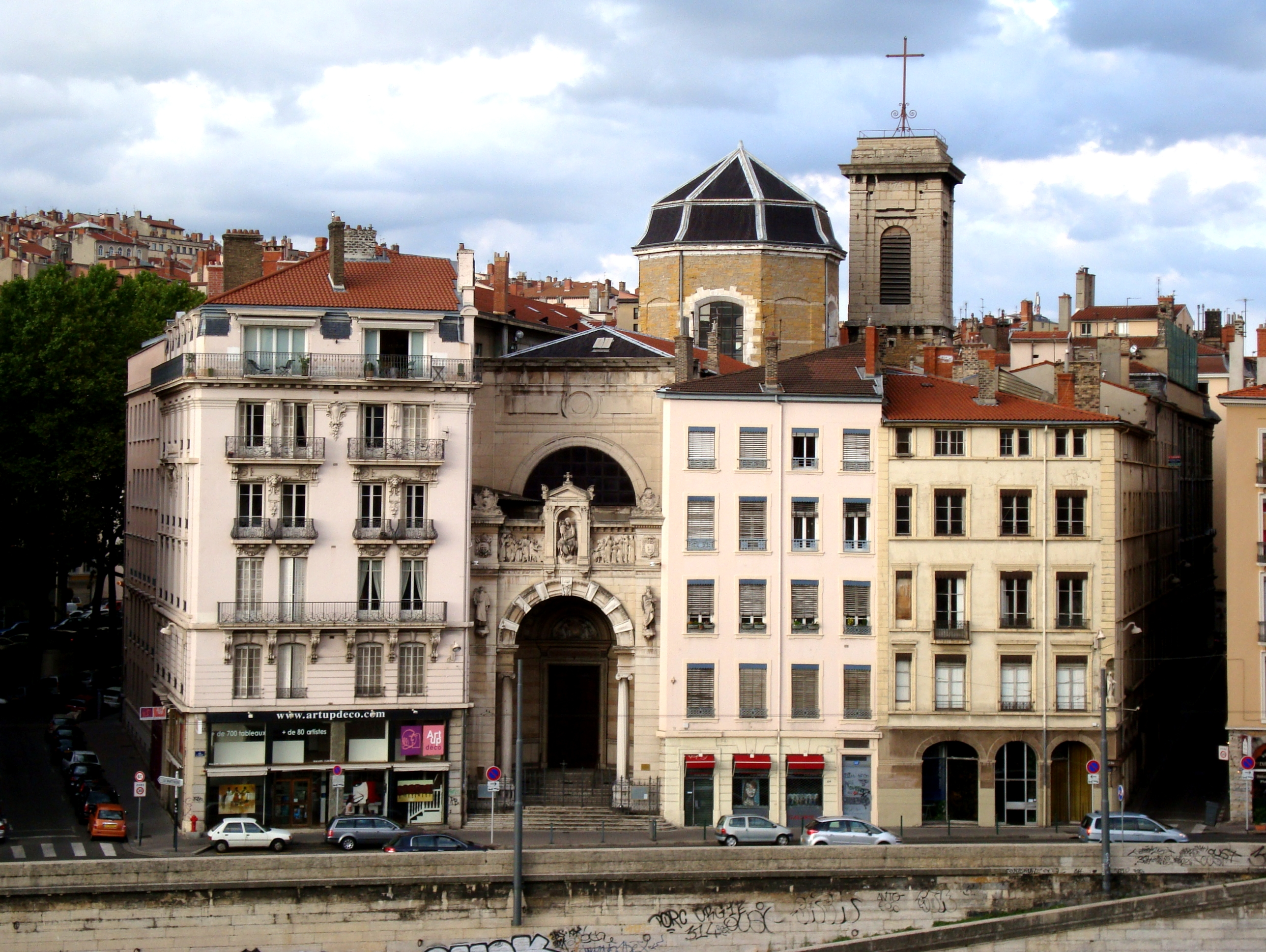
聖文森特聖母教堂

聖文森特聖母教堂（法語：Église Notre Dame Saint-Vincent）是法國城市里昂的一座教堂。1984年，聖文森特聖母教堂被列為歷史紀念建築。教堂開始修建於1759年，並在1789年竣工。

## 外部連結
- （法文） Official site （页面存档备份，存于）